# Dicranomyia melaxantha
Dicranomyia melaxantha är en tvåvingeart som först beskrevs av Alexander 1934. Dicranomyia melaxantha ingår i släktet Dicranomyia och familjen småharkrankar.
Artens utbredningsområde är Panama. Inga underarter finns listade i Catalogue of Life.